# Vasile Rusu
Vasile Rusu /vasile rusu/ (ur. 28 lipca 1985 w Hîncești) – mołdawski piłkarz występujący na pozycji środkowego obrońcy w drużynie Zarei Bielce.

## Statystyki kariery klubowej
Stan na 26 czerwca 2018.
| Klub                   | Sezon         | Liga                    | Liga  | Liga   | Puchar krajowy | Puchar krajowy | Puchar ligi | Puchar ligi | Puchary europejskie | Puchary europejskie | Suma  | Suma   |
| Klub                   | Sezon         | Liga                    | Mecze | Bramki | Mecze          | Bramki         | Mecze       | Bramki      | Mecze               | Bramki              | Mecze | Bramki |
| ---------------------- | ------------- | ----------------------- | ----- | ------ | -------------- | -------------- | ----------- | ----------- | ------------------- | ------------------- | ----- | ------ |
| Academia UTM Kiszyniów | 2008/2009     | Divizia Națională       | ?     | 0      | ?              | ?              | –           | –           | –                   | –                   | ?     | ?      |
| CSCA-Rapid Kiszyniów   | 2009/2010     | Divizia Națională       | 13    | 1      | ?              | ?              | –           | –           | –                   | –                   | ?     | ?      |
| CSCA-Rapid Kiszyniów   | 2010/2011     | Divizia Națională       | 29    | 1      | ?              | ?              | –           | –           | –                   | –                   | ?     | ?      |
| CSCA-Rapid Kiszyniów   | 2011/2012     | Divizia Națională       | 27    | 1      | ?              | ?              | –           | –           | –                   | –                   | ?     | ?      |
| CSCA-Rapid Kiszyniów   | 2012/2013     | Divizia Națională       | 30    | 3      | ?              | ?              | –           | –           | –                   | –                   | ?     | ?      |
| CSCA-Rapid Kiszyniów   | 2013/2014 (j) | Divizia Națională       | 16    | 0      | ?              | ?              | –           | –           | –                   | –                   | ?     | ?      |
| Speranța Crihana Veche | 2013/2014 (w) | Divizia Națională       | 9     | 0      | ?              | ?              | –           | –           | –                   | –                   | ?     | ?      |
| Wachsz Kurgonteppa     | 2014          | Kahramonhoi Todżikiston | ?     | ?      | ?              | ?              | –           | –           | –                   | –                   | ?     | ?      |
| Petrocub Hîncești      | 2014/2015 (w) | Dywizja A               | 11    | 0      | ?              | ?              | –           | –           | –                   | –                   | 0     | 0      |
| Petrocub Hîncești      | 2015/2016     | Divizia Națională       | 19    | 2      | ?              | ?              | –           | –           | –                   | –                   | ?     | ?      |
| Petrocub Hîncești      | 2016/2017     | Divizia Națională       | 27    | 1      | 2              | 0              | –           | –           | –                   | –                   | 29    | 1      |
| Petrocub Hîncești      | 2017          | Divizia Națională       | 6     | 0      | ?              | ?              | –           | –           | –                   | –                   | ?     | ?      |
| Zarea Bielce           | 2018          | Divizia Națională       | 12    | 2      | 1              | 0              | –           | –           | 0                   | 0                   | 13    | 2      |